# 米夏埃尔·里希
米夏埃尔·里希（德語：Michael Rich，1969年9月23日—），德国男子自行车运动员。他曾代表西德、德国参加1988年、1992年、1996年和2004年夏季奥林匹克运动会自行车比赛，其中1992年奥运会获得一枚金牌。